# Dedoles
Dedoles, s.r.o. je slovenská oděvní společnost zaměřená na výrobu a prodej originálního oblečení. Založil ji Jaroslav Chrapko v roce 2011 původně jako e-shop s originálními tričky. Později se přeorientoval na výrobu ponožek a dalšího oblečení.
Společnost se na jaře 2020 dostala do širokého povědomí virální reklamní kampaní s tančícími křečky se sloganem „Veselé ponožky, co nemají páru.“

## Historie
Dedoles založil Jaroslav Chrapko jako dvacetiletý v roce 2011. Původně fungoval jako internetový obchod s tričky. Název Chrapko vysvětluje jak jednoduché složení slov děda a les, které považuje za symbolicky důležité.
V roce 2012 začala společnost expandovat do zahraničí. Nejprve do Česka. V roce 2015 do Rakouska a Maďarska. V roce 2016 Dedoles začal působit i v Německu a Rumunsku a od roku 2017 v Polsku.
Dedoles v roce 2020 rozšířil svůj internetový prodej do dalších 13 evropských zemí.
V březnu společnost koupila britský oděvní velkoobchod Somdiff (Something different Europe), s níž od roku 2011 úzce spolupracovala.

### Kamenné prodejny
V roce 2019 Dedoles otevřel kiosek s ponožkami v OC Bory Mall v Bratislavě. Několik podobných kiosků provozuje v obchodních centrech i dalších Slovenská míst.
V roce 2021 otevřel první prodejnu v České republice v Galerii Butovice v Praze, která je zároveň první kamennou prodejnou značky.

## Značkové produkty
V roce 2018 začal Dedoles prodávat tzv. veselé ponožky, kde pár tvoří ponožky různých vzorů. Tento princip aplikovali i při spodním prádle a dalších produktech. Na produktech pracuje designerský tým z různých zemí, přičemž výroba se realizuje primárně v Itálii, Číně a Turecku. 
Určitý čas společnost spolupracovala s filmovým studiem Warner Bros. na výrobě licencovaných výrobků (např. s motivem Harry Potter), spolupráci se Chrapko rozhodl ukončit.

## Ocenění
V roce 2015 se stal Dedoles vítězem soutěže Eshop Akcelerátor. V roce 2017 byl Chrapko zařazen mezi 30 mladých úspěšných Slováků v anketě magazínu Forbes 30pod30.
V roce 2020 získal Dedoles ocenění Trend Shop 2021 a ve stejném roce i Zlatou Effie - ocenění za nejefektivnější marketingovou komunikaci s kampaní s tančícími křečky.